# Rinodina roscida
Rinodina roscida är en lavart som först beskrevs av Søren Christian Sommerfelt, och fick sitt nu gällande namn av Arnold. Rinodina roscida ingår i släktet Rinodina, och familjen Physciaceae. Arten är reproducerande i Sverige.